# Jesús Torres (actor)
Jesús Torres es un actor, director, dramaturgo e investigador
 portuense.

## Biografía
Nació en El Puerto de Santa María, donde comienza actuando a los 13 años en un taller de teatro, representando La zapatera prodigiosa. A los 14 años entra en la compañía portuense de teatro grecolatino Balbo.
Estudió la carrera de Comunicación Audiovisual (en Sevilla), continuando con sus Estudios de Arte Dramático (en Sevilla); un Máster de Teatro y Artes Escénicas en la Universidad Complutense de Madrid y sigue estudiando un Doctorado de Teatro. Realizó una tesis sobre "La Técnica del Actor en el Siglo de Oro".
 Comienza su carrera teatral con la obra Vacas Gordas de la compañía Imagina Teatro, en el papel de Michino. Con esta obra, consigue el reconocimiento a Mejor Actor Joven Andaluz y es seleccionado como finalista en los Premios Andaluces con Futuro.
Entra en los escenarios de Madrid estrenando Esperando al señor S en el Teatro Español de Madrid, en el personaje de Pedro. A partir de este momento, trabajará con directores tan reconocidos como José Luis Alonso de Santos (con el que trabajará como ayudante de dirección en La Sombra del Tenorio de la compañía Olvido Producciones)  y Carlos Ballesteros.
En 2009 fue docente de teatro en el Festival Juvenil Europeo de Teatro Grecolatino.
En 2010 funda su propia compañía llamada El Aedo, con la que lleva a los escenarios monólogos que escribe y protagoniza como Yo, Lázaro - La historia de El Lazarillo de Tormes, El Aedo – Monólogo sobre La Odisea  y otras muchas obras.
En 2012 consigue el apoyo de Iberescena para coproducir El tiempo está después, en el papel de Segismundo, con la que se adentra en el teatro contemporáneo.
En el mismo año protagoniza otra obra, La vida es sueño: el bululú, que es nominada por El Programa Desencaja de la Junta de Andalucía a Mejor Obra Andaluza 2012.
En 2012 también protagoniza Soñé que no soñabas, de la compañía Microteatro. En diciembre de este mismo año estrena su primer musical Edgar, escritor de sombras; del que es director y escritor. 
En 2013 colabora en algunas ocasiones con la compañía Serendípity Teatro en la obra infantil El pozo de los deseos y en otra propuesta llamada Teatro a tragos.
Un año más tarde estrena con su propia compañía Animales Nocturnos, del famoso dramaturgo contemporáneo Juan Mayorga.
Recientemente, El Aedo Teatro ha sido aceptado como miembro de la ASSITEJ-España, la Asociación de Teatro para Niños y Jóvenes de España. 
Actualmente recorre la geografía española con La Odisea, que protagoniza con la colaboración de la cantante Rosario Solano. Dicha obra ha sido reconocida con éxito como Ganadora de El Programa Desencaja de la Junta de Andalucía a Mejor Obra en 2016. Además, en agosto del mismo año estrena Contaminatio, una comedia a la romana en El Festival Internacional de Teatro Clásico de Mérida en Regina. 
A pesar de su juventud, su dedicación al teatro clásico ya es conocida por el público y reconocida por el mundo profesional. Por ello, gana el Primer Premio Nacional de Teatro Clásico, concedido por el Ministerio de Educación en 2009 a su dirección y dramaturgia en El Cíclope.
Para televisión ha grabado la serie histórica Un Mar de Libertad, y copresenta  Desafío Ben 10, para los canales Boing y Cartoon Network.

## Teatro

### Como actor
- La zapatera prodigiosa (1998)
- Las troyanas (2003)
- El persa (2004)
- Aulularia (2004)
- Antígona (2005)
- Mostelaria (2006)
- Miles Gloriosus (2007)
- Coéforas (2007)
- Orestes (2008)
- Anacleto se divorcia (2009)
- Esperando al señor S (2009)
- El Aedo – Monólogo sobre La Odisea (2009)
- Vacas Gordas (2010)
- El mayor encanto, amor (2010)
- Tuculentus (2010)
- La Celestina (2010)
- Poenulus (2011)
- Prometeo encadenado (2011)
- Medea en la arena (2011)
- Yo, Lázaro – La historia de El Lazarillo de Tormes (2012)
- Pséudolo (2012)
- Orestíada (2012)
- El tiempo está después (2012)
- La vida es sueño: el bululú (2012)
- Soñé que no soñabas (2012)
- Una lección de magia (2013)
- ¡Aquí no duerme ni Dios! (2013)
- El pozo de los deseos (2013)
- Teatro a tragos (2013)
- Miles Gloriosus (2014)
- Orestíada (2014)
- El Funambulista en el Tendedero (2014)
- La Odisea (2015)
- Animales nocturnos (2016)
- Puños de harina (2019)

### Como director
- La Morte (2004)
- El Cíclope (2008)
- El mayor encanto, amor (2010)
- Truculentus (2010)
- La Celestina (2011)
- Prometeo encadenado (2011)
- Medea en la arena (2011)
- Yo, Lázaro – La historia de El Lazarillo de Tormes (2012)
- Pséudolo (2012)
- Orestíada (2012)
- La vida es sueño: el bululú (2012)
- Edgar, escritor de sombras (2012)
- Miles Gloriosus (2014)
- Orestíada (2014)
- La Odisea (2015)
- Contaminatio, una comedia a la romana (2016)
- Puños de harina (2019)

### Cómo escritor
- La Morte (2004)
- El Aedo – Monólogo sobre La Odisea (2009)
- Medea en la arena (2011)
- Yo, Lázaro – La historia de El Lazarillo de Tormes (2012)
- La vida es sueño: el bululú (2012)
- Edgar, escritor de sombras (2012)
- Miles Gloriosus (Adaptación) (2014)
- La Odisea (2015)
- Contaminatio, una comedia a la romana (2016)
- Puños de harina (2019)
- La metamorfosis de Gregor (2021)
- Vetusta es nombre de muejer (2022)
- El monstruo de White Roses (2023)

## Televisión
- Serie histórica Un mar de libertad (2010)
- Desfío Ben 10 (2011)
- Anuncio X-BOX (2012)
- Spot Lancia (2014)

## Cortometrajes
- Esta boca es mía (2002)
- La Morte (2004)
- Crisis de creatividad (2005)
- Hechos son amores (2008)
- Como caído del cielo (2012)
- Te vas a reír (2014)

## Premios
- Premio PEPI por Esta boca es mía (2002)
- Primer premio como director por El Cíclope en el Festival Nacional de Teatro Grecolatino, otorgado por el Ministerio de Educación y Ciencia (2008)
- Mejor Actor en Vacas Gordas en el Certamen de Teatro Ciudad de Reinosa (2009)
- Mejor Actor en Vacas Gordas en el Certamen de Teatro Joven de Sevilla (2009)
- Mejor Actor andaluz por Vacas Gordas, otorgado por el Instituto Andaluz de la Juventud (2010)
- Finalista premios Andaluces con futuro, otorgado por la Junta de Andalucía (2010)
- Finalista premios Programa Desencaja, otorgado por la Junta de Andalucía (2012)
- Mejor Espectáculo por La vida es sueño: el bululú en la Feria de Teatro de Castilla-La Mancha (2013)
- Mejor Actor por La vida es sueño: el bululú en el Festival Internacional de Teatro de Oropesa (2014)
- Nominado Mejor Actor por Orestíada en el Festival Illici Augusta, Elche (2014)
- Nominado Mejor Director por Orestíada en el Festival Illici Augusta, Elche (2014)
- Ganador del Programa Desencaja a Mejor Obra por La Odisea. (2016)

## Narraciones no publicadas
- La sonrisa de Daniel  (2001)